# Christian Träsch
Christian Träsch (* 1. September 1987 in Ingolstadt) ist ein deutscher Fußballspieler, der als rechter Außenverteidiger oder im defensiven Mittelfeld eingesetzt wird. In der Bundesliga spielte er für den VfB Stuttgart sowie den VfL Wolfsburg und war deutscher Nationalspieler.

## Verein
Träsch trat mit vier Jahren dem TV 1861 Ingolstadt bei. Als jüngerer D-Junior wechselte er zum MTV Ingolstadt und in der Winterpause nach seinem ersten B-Jugendjahr in das Fußballinternat des TSV 1860 München, für dessen zweite Mannschaft er ab 2006 spielte. Im Juli 2007 wechselte er zur zweiten Mannschaft des VfB Stuttgart. Sein Bundesligadebüt gab Träsch in der Startformation der ersten Mannschaft des VfB am 3. Februar 2008 im Spiel gegen den FC Schalke 04. Sein erstes Bundesligator erzielte er am 4. Oktober 2008 im Heimspiel gegen Werder Bremen mit seinem ersten Torschuss in der Bundesliga.

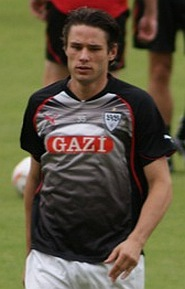
Träsch beim VfB Stuttgart (2010)

Sein Vertrag in Schwaben lief ursprünglich bis Juni 2012, aber nach 83 Erstligapartien für den VfB wechselte der Nationalspieler im Juli 2011 zum VfL Wolfsburg. Dort unterschrieb Träsch einen bis 2015 laufenden Vertrag. Am 6. August 2011 trat Träsch die Nachfolge von Marcel Schäfer als Mannschaftskapitän der Wolfsburger an. Im August 2012 löste Diego Benaglio ihn wiederum ab.

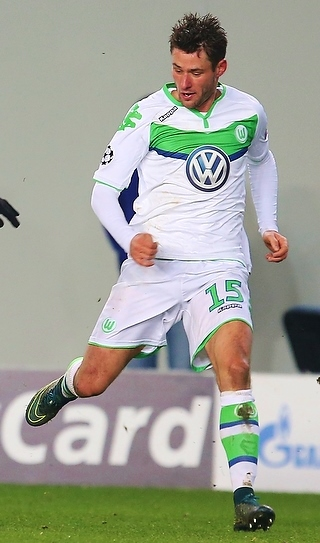
Träsch beim VfL Wolfsburg (2015)

Ende August 2017 verließ er den VfL Wolfsburg und wechselte in seine Geburtsstadt zum FC Ingolstadt 04, dem Nachfolgeverein seines Jugendvereins MTV Ingolstadt. Sein Vertrag lief bis 2021. Er gab sein Debüt für den FC Ingolstadt am 9. September 2017, als er am fünften Spieltag der 2. Fußball-Bundesliga im Spiel gegen den FC Erzgebirge Aue in der Startelf stand und in der 78. Minute für Antonio Čolak ausgewechselt wurde. Nachdem die Ingolstädter im Frühjahr 2019 in die 3. Liga abgestiegen waren, erhielt er keinen neuen Vertrag.
Nach mehrmonatiger Vereinslosigkeit, in der er sich zeitweise beim VfB Eichstätt fit gehalten hatte, unterschrieb der Defensivspieler Anfang Februar 2020 einen Vertrag in den Vereinigten Arabischen Emiraten bei al-Wasl, der vom ehemaligen Bundesligaspieler Laurențiu Reghecampf trainiert wurde. Im Sommer 2020 beendete er nach Auslaufen seines Vertrages seine Profi-Karriere. Nach einer anschließenden Auszeit in Dubai bis Ende 2021 kehrte er nach Deutschland zurück und ist seit Sommer 2021 in seiner Ingolstädter Heimat im Amateurbereich für den FC Gerolfing aktiv, mit dem er 2024 aus der Kreisliga in die Bezirksliga aufstieg, sowie in derselben Saison den TOTO Pokal Donau/Isar gewann.

## Nationalmannschaft
Am 19. Mai 2009 wurde Träsch erstmals von Bundestrainer Joachim Löw für die anstehende Asien-Reise der deutschen A-Nationalmannschaft nominiert. Sein Länderspieldebüt gab Träsch am 2. Juni 2009 in Dubai gegen die Vereinigten Arabischen Emirate. Am 6. Mai 2010 berief ihn Bundestrainer Löw in den vorläufigen Kader für die Weltmeisterschaft 2010. Eine Kapselverletzung im rechten oberen Sprunggelenk, die sich Träsch am 24. Mai 2010 in einem Trainingsspiel der Nationalmannschaft gegen den FC Südtirol zuzog, verhinderte Träschs Teilnahme am WM-Turnier in Südafrika. Er war vom DFB-Trainerteam für den endgültigen WM-Kader eingeplant.
In den zwei Jahren nach der Weltmeisterschaft gehörte Träsch regelmäßig zum DFB-Kader und brachte es auf acht Einsätze, jedoch nur einen in einem Pflichtspiel. Er konnte sich auf der Position des rechten Außenverteidigers nicht etablieren und wurde für die Europameisterschaft 2012 nicht berücksichtigt. Insgesamt absolvierte er zehn Spiele: fünf Freundschaftsspieleinsätze 2011, drei Freundschaftsspieleinsätze 2010, einen Freundschaftsspieleinsatz 2009 und einen fünfminütigen Einsatz bei der EM-Qualifikation 2010/2011.

## Erfolge
- DFB-Pokal-Sieger 2015
- Deutscher Vizemeister: 2015
- DFL-Supercup: 2015
- Aufstieg in die Bezirksliga Oberbayern Nord: 2024
- TOTO Pokal Donau/Isar Sieger 2024

## Sonstiges
Träsch ist verheiratet und hat zwei Kinder.
2024 bewarb er sich erfolglos um das Amt des Präsidenten beim FC Ingolstadt.